# Bynack More
Bynack More är ett berg i Storbritannien.   Det ligger i kommunen Highland och riksdelen Skottland, i den norra delen av landet, 700 km norr om huvudstaden London. Toppen på Bynack More är 1 090 meter över havet, eller 282 meter över den omgivande terrängen. Bredden vid basen är 4,4 km.
Terrängen runt Bynack More är huvudsakligen kuperad. Runt Bynack More är det mycket glesbefolkat, med 2 invånare per kvadratkilometer. Närmaste större samhälle är Aviemore, 16,2 km väster om Bynack More. Trakten runt Bynack More består i huvudsak av gräsmarker.